# Lenny Bruce
Lenny Bruce (ur. jako Leonard Alfred Schneider 13 października 1925 na Long Island, zm. 3 sierpnia 1966 w Los Angeles) – amerykański kontrowersyjny komik estradowy. W 1964 roku został skazany za obsceniczność, a w 2003 pośmiertnie ułaskawiony. Utorował drogę przyszłym komikom kontrkultury w Stanach Zjednoczonych, a proces w którym został uznany za winnego jest postrzegany jako punkt zwrotny w kwestii wolności słowa w tym kraju. W 2017 roku magazyn Rolling Stone uplasował go na trzecim miejscu listy 50 najlepszych komików typu stand-up w historii, za Richardem Pryorem i George’em Carlinem.

## Życiorys
Jego matka była aktorką teatralną. Rodzice rozwiedli się, gdy miał pięć lat i po chaotycznym dzieciństwie zaciągnął się do marynarki (1942-45). Podczas II wojny światowej służył na krążowniku USS Brooklyn walcząc m.in. we Włoszech. Chcąc wydostać się z marynarki po zakończeniu wojny, zaczął udawać kobietę, przebierając się i grając transwestytę. W efekcie został wydalony z United States Navy. Po powrocie z Europy do kraju rozpoczął występy na Brooklynie pod nowym nazwiskiem. Początkowo zabawnie naśladował aktorów typu Bogarta. Szybko trafił do radia. W roku 1951 został aresztowany w Miami za udawanie księdza, jednak nie udowodniono mu przestępstwa.
W latach 50. występował w klubie „hungry i”, w filmach, w telewizji. Wydał też kilka albumów ze specjalnie przygotowanym nieznanym materiałem. Poruszał przede wszystkim takie tematy jak: jazz, moralność, polityka, patriotyzm, religia, prawo, sprawy rasowe, aborcja, narkotyki, Ku Klux Klan, żydowskość. Słynny stał się jego występ w Carnegie Hall 3 lutego 1961 roku, w trakcie poważnej zamieci.
Jednak wkrótce, 4 października 1961 roku, został aresztowany za obsceniczność w San Francisco. Chodziło o niecenzuralne wyrazy i żarty o podłożu seksualnym. Ława przysięgłych uniewinniła go, ale odtąd policja miała na niego oko i często aresztowano go za obsceniczność oraz dwukrotnie za posiadanie narkotyków. Kumulacja stresu związanego z ciągłą nagonką ze strony policji i prokuratury doprowadziła do wyniszczenia fizycznego, psychicznego i finansowego Lenny’ego. W 1962 roku sąd rejonowy w San Francisco ogłosił go bankrutem.
W ostatnich latach jego życia znacznie ograniczył się krąg nocnych klubów, gdzie zapraszano go na występy, z obawy przed procesami, które dotykały także właścicieli lokali. Prokuratura i arcybiskup Nowego Jorku postanowili doprowadzić do jego skazania. Policjanci w cywilu aresztowali go w kwietniu 1964 roku po występie w klubie nocnym Cafe au Go Go w Greenwich Village, a w listopadzie po głośnym procesie, mimo protestów m.in. Reinholda Niebuhra, Woody’ego Allena, Boba Dylana, Jamesa Baldwina, Saula Bellowa, Josepha Hellera, Lillian Hellman, Normana Mailera, Arthura Millera, Susan Sontag i Allena Ginsberga, skazano Bruce’a na 4 miesiące pobytu w więzieniu, gdzie jednak nigdy nie trafił z powodu apelacji, przed rozpatrzeniem której zmarł. Przyczyną śmierci było ostre zatrucie morfiną w wyniku przypadkowego przedawkowania. Znaleziono go martwego i nagiego na podłodze w łazience z igłą w ramieniu. Na wystającej z maszyny do pisania kartce widniało niedokończone zdanie: „spisek ingerujący w czwartą poprawkę konst...”.
Współpracował z Frankiem Zappą i Hugh Hefnerem. Na prośbę tego drugiego pisał w latach 1964-65 na łamach Playboya serię o swojej karierze. Niedługo później została ona wydana w formie powieści pod nazwą How to Talk Dirty and Influence People przez Playboy Publishing.
O jego życiu opowiada film biograficzny Lenny Boba Fosse’a z 1974 roku. W rolę Lenny’ego wcielił się Dustin Hoffman.